# Pseudobagrus medianalis
Pseudobagrus medianalis és una espècie de peix de la família dels bàgrids i de l'ordre dels siluriformes.

## Distribució geogràfica
Es troba a Yunnan (Xina).